# 羅恩縣 (田納西州)
羅恩县（英語：Roane County）是美國田納西州東部的一個縣。面積1,023平方公里。根據美國2000年人口普查，共有人口51,910人。縣治金斯頓（Kingston）。
成立於1801年11月6日。縣名紀念維吉尼亞州州眾議員、法官阿奇爾巴德·羅恩 （Acrhibald Roane）。